# Fish and chips
El fish and chips («peix amb patates fregides»), més col·loquialment fish'n'chips, és un plat de menjar ràpid molt popular al Regne Unit. Consisteix en peix arrebossat acompanyat de patates fregides. A Escòcia es diu també fish supper. Per extensió l'expressió es fa servir també per els establiments que en venen.
Es fa d'un filet de peix blanc arrebossat amb farina i ou batut, fregit, servit amb patates fregides i sovint amb un puré de pèsols, en anglès mushy peas. Es pot fer servir bacallà, llenguado, lluç, orada, tauró i a Escòcia eglefí. Com qualsevol recepta popular, hi ha moltes llegendes sobre l'origen. N'hi ha qui diuen que prové d'Austràlia altres que un cert Joseph Malin va obrir al barri East End de Londres el 1860, o encara que jueus espanyols refugiats de la persecució espanyola haurien importat la recepta del típic menjar de sàbat, pescado frito, que permetia de menjar el peix fred, quan per l'obligatori descans del sàbat cuinar era prohibit. L'arrebossat prevenia de tenir un gust massa oliós, quan se'l menja el peix fred. Va ser Joseph Malin que va tenir la idea de combinar el plat jueu amb patates fregides, una recepta inventada per dones franceses o belgues, segons una altra llegenda?
Qual que en sia l'origen, els fish and chips són molt populars a l'alimentació ràpida al Regne Unit i a la Commonwealth. El 2021 es comptaven unes 10.500 guinguetes de fish and chips, només al Regne Unit.

## Variants al mediterrani
A la majoria de països del sud d'Europa i del Magrib, el peix també pot menjar-se arrebossat i després fregit, però es considera només una manera de cuinar el peix (o la carn, o fins i tot la verdura) i no un plat per si mateix. Habitualment un plat que contingui peix fregit du el nom del peix en concret seguit d'algun mot com arrebossat o fregit, i pot estar acompanyat de patates fregides o bullides, de verdura, d'una amanida, etc.